# Disco delgado
El disco delgado es un componente estructural de las galaxias espirales y del tipo S0, compuesto de estrellas, gas y polvo. Se cree que el disco delgado de la Vía Láctea tiene una altura de escala de alrededor de 300-400 pársecs (980-1.300 años luz) en el eje vertical perpendicular al disco, y una longitud de escala de alrededor de 2,5-4,5 kilopársecs (8,2-14,7 kilo-años luz) en el eje horizontal, en la dirección del radio, A modo de comparación, el Sol se encuentra a 8 kiloparsecs (26 kilo-años luz) del centro. El disco delgado aporta alrededor del 85% de las estrellas en el plano Galáctico y el 95% del total de estrellas del disco. Se puede diferenciar del disco grueso de una galaxia, ya que este último está compuesto de estrellas de población más antigua que se crearon en una etapa más temprana de la formación de la galaxia, y por lo tanto, tiene menos elementos pesados. Por otro lado, las estrellas en el disco delgado, se forman como resultado de la acumulación de gas en las últimas etapas de la formación de una galaxia y son en promedio más ricas en metales.
El disco delgado contiene estrellas con un amplio rango de edades y puede dividirse en una serie de subpoblaciones de edad creciente. No obstante, se considera considerablemente más joven que el disco grueso.
Sobre la base de la ciencia emergente de la nucleocosmocronología, se estima que el disco delgado galáctico de la Vía Láctea se formó hace 8,8 ± 1,7 mil millones de años. Esta podría haber colisionado con una galaxia satelital más pequeña, causando que las estrellas que se hallan en el disco delgado chocaran entre sí y crearan el disco grueso, mientras que el gas se habría depositado en el plano galáctico y habría vuelto a formar el disco delgado.